# Jeugdpastoraal van het bisdom Antwerpen
De jeugdpastoraal van het bisdom Antwerpen richt zich naar jongeren en hun begeleiders rond zingeving en het katholiek geloof. Het is een onderdeel van Kamino, dat de jeugdpastoraal in de Vlaamse bisdommen behartigt.

## Geschiedenis
Het was Robert Weckx die in 1973 opdracht kreeg van het bisdom Antwerpen om de jeugdpastoraal uit te werken. Sindsdien hebben verschillende vrijgestelden en vicarissen deze taak mee op zich genomen. Sinds 2008 is deken Wim Selderslaghs aangesteld als (voorlopige) adjunct van de vicaris voor de jeugdpastoraal. Daarvoor stond de jeugdpastoraal onder leiding van voormalig priester Tom Schellekens en zijn voorganger Guy Mennen.

## Huidige werking
Anno 2013 is de dienst gestructureerd in drie accenten:
1. Vorming en ondersteuning: IJD Antwerpen vormt en ondersteunt jeugdpastorale werkingen, jongerenkoren, plussers, etc. Zij doet dit door het organiseren van cursussen animator, hoofdanimator en instructor, vormingen en coaching op maat.
2. Eigen initiatieven: Door het jaar zet IJD Antwerpen activiteiten op touw voor jongeren. Dit gaat van vakantie-initiatieven in binnen- en buitenland tot een jongerenkorenavond of een pinksterviering in de kathedraal.
3. Rouwen: IJD Antwerpen ondersteunt, begeleidt en geeft advies aan begeleiders van jongeren. Daarnaast organiseert zij ook reeksen van bijeenkomsten voor jongeren met een verlieservaring.
Het huidige team bestaat uit drie stafmedewerkers met elk hun eigen verantwoordelijkheid. Daarnaast zijn er ook netwerkers die de brug leggen tussen de centrale dienst en de lokale groepen.
In 2008 engageerde de Antwerpse jongerenpastoraal zich mee voor de Wereldjongerendagen te Sydney.

## Plussers
Kamino is ook de koepel voor plussers (ook: pluswerkingen, Jokri,…). Een plussersgroep is een soort jeugdbeweging: jongeren van 12 tot 18 jaar kunnen meedoen aan activiteiten. Ontmoeting, persoonlijke groei, geloven en engagement staan centraal. Vaak stappen jongeren die catechese volgen, in de aanloop naar hun vormsel, na het vormsel in een plusserstraject. In Vlaanderen zijn er bijna 200 dergelijke groepen, in het bisdom Antwerpen ongeveer 50.